# Aprindine
Aprindine là thuốc chống loạn nhịp thuộc nhóm 1b.